# Famicom Mini
《Famicom Mini》是一系列红白机（Famicom）的Game Boy Advance移植游戏。
日版发行目的为红白机20周年纪念。

## 评价
部分西方评论对合辑修改原版游戏表示不满。例如克雷格·哈里斯批评称，《铁板阵》的自动开火设定破坏了原版的难度。《超级马里奥兄弟》屏幕比例变化让图形变得古怪。
评论对游戏定价表示批评。许多评论称一款游戏20美元价格过高。GameSpot和IGn都提到，任天堂在《塞尔达传说合辑》中免费赠送了《塞尔达传说》和《林克的冒险》，但他们也指出该游戏可以携带。但是评论一直认为，值得为《超级马里奥兄弟》、《塞尔达传说》、《恶魔城》、《林克的冒险》和《马里奥医生》等游戏购买卡带。